# Podestà
A podestà (e. podesztá) a legmagasabb polgári tisztség volt a közép- és észak-itáliai városok önkormányzatában a késő középkorban.
A kifejezés a latin potestas szóból származik, amely tekintélyt, hatalmat, szuverenitást jelent. A podestà hivatalát, megbízatása időtartamát, valamint a lakóhelyét és a joghatósági területét podesteriának nevezték, különösen a középkorban és az azt követő évszázadokban, ritkábban az olasz fasiszta rezsim idején.

## Története

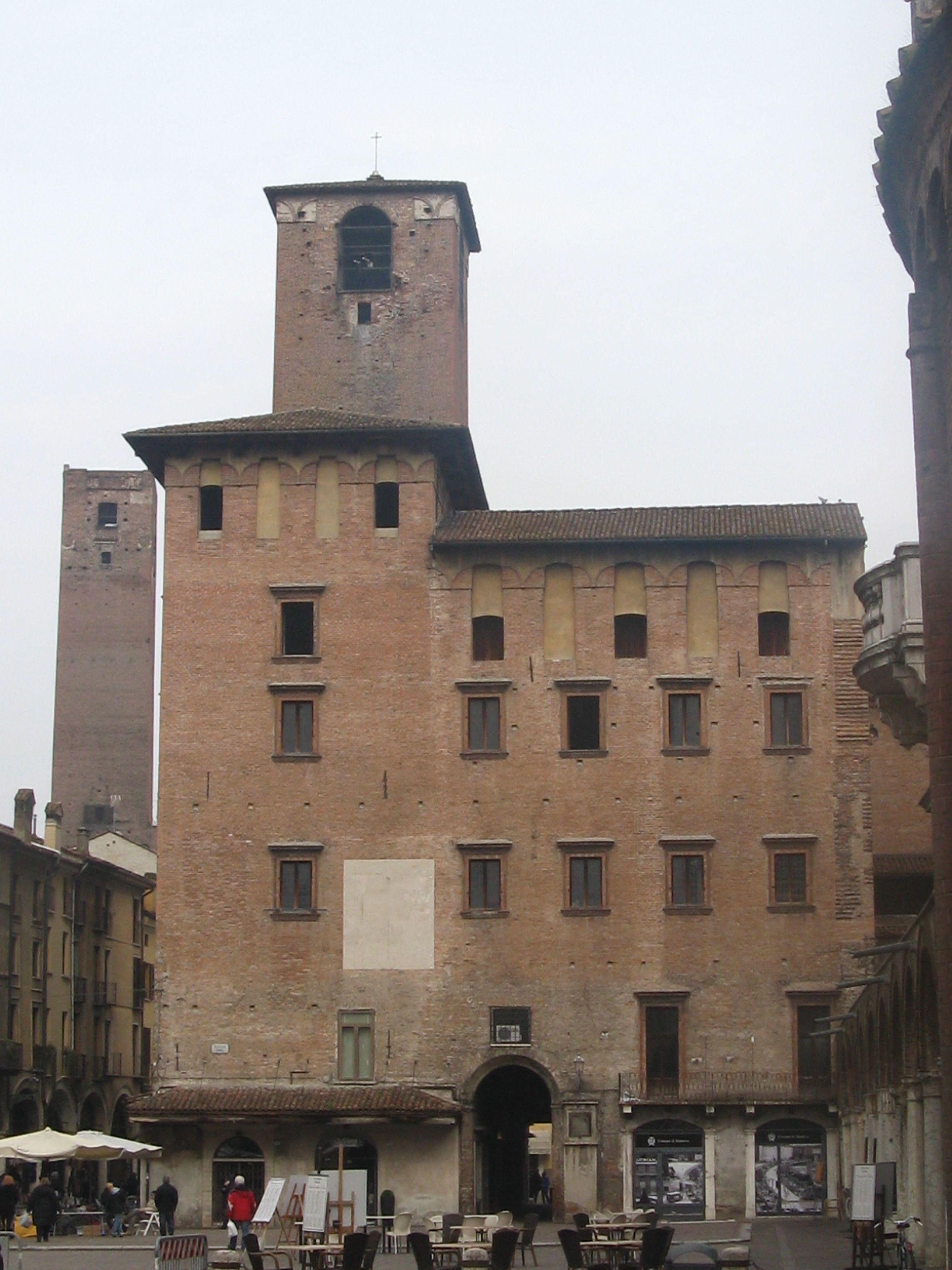
A mantuai Palazzo del Podestà

### Városi korszak
Az önkormányzati politikai élet szinte mindenhol hasonló szakaszokon ment keresztül. Az első államforma a konzuli volt, amikor a hatalmat egy évre a közösség által választott magisztrátusokra bízták, akiket római mintára consulnak neveztek, és akiknek száma időszakonként és önkormányzatonként kettőtől húszig változott. Az első konzulok 1085-ben Pisa városának irányítói voltak.
Kezdetben ezek a magisztrátusok a nemességhez tartoztak és végrehajtó hatalommal rendelkeztek, háború idején a város kormányzásával és a hadsereg irányításával foglalkoztak. A kereskedelem és a kézművesség felvirágoztatása azonban gyorsan a gazdag kereskedőket és kézműveseket is a városi hatalom élére juttatta. Ez a 12. században történt, amikor a gazdaságilag feltörekvő néprétegek szélesebb körű politikai részvételt követeltek maguknak. A változást gyakran keserű társadalmi konfliktusok jelezték: a nemesek nem szívesen engedték át a hatalmat az újgazdagok kezébe, de a folyamat elkerülhetetlen volt, mert egy önkormányzat vagyona és hatalma szükségszerűen a kereskedők és kézművesek kezén ment át. találékonyságukkal vagyont halmoztak fel, és akiknek érdekeik nyilvánvalóan nem estek egybe a földbirtokosokból álló nemességéivel.
A nemesség és a kereskedelmi burzsoázia harca volt az egyik legfontosabb történelmi dinamika a viharos önkormányzati életben. E konfliktusok nyomán a podestà politikai alakja felváltotta a középkori önkormányzatokat a 12. század végétől irányító konzulok tanácsát, vagy csatlakozott hozzá. Ezt a tisztséget a konzultól eltérően gyakran olyan személy is betölthette, aki nem ahhoz a városhoz tartozott, amelyet kormányozni fog (ezért idegen podestának is nevezték), hogy elkerülje a személyes érintettséget a városi vitákban, és garantálja a pártatlanságot a törvények alkalmazásában. A podestàt az önkormányzat főgyűlése (a Nagytanács) választotta meg, és általában hat hónapig vagy egy évig töltötte be hivatalát. Hűséget kellett esküdnie az önkormányzati szabályzatra, amely kötelezte őt, és megbízatása lejártakor visszaszállt az önkormányzati testületre.
A podestà tehát általában a felek felett álló városbíró volt, egyfajta közvetítő, akire a végrehajtói-, rendfenntartási és bírói hatalmat bízták, valójában a törvények, köztük a közigazgatási törvények alkalmazásának és ellenőrzésének legfontosabb őrévé vált. A podestának azonban nem volt törvényhozói, sem az önkormányzati milíciák parancsnoksága feletti jogköre, amelyet a népkapitányra (capitano di popolo) bíztak.
Az évek múlásával a podestà hivatala igazi mesterséggé vált, gyakran váltottak munkahelyet és rendszeres tiszteletdíjat kaptak. Ez a folyamatos ember- és tapasztalatcsere hozzájárult ahhoz, hogy a törvények és alkalmazásuk homogénné váljanak az egymástól akár távol eső városokban is, ahol – különböző időkben – ugyanazok a podestàk kormányoztak.
A konfliktusok megoldására tett erőfeszítések ellenére az önkormányzat polgármesteri szakaszát kemény társadalmi küzdelmek jellemezték. A 12. század folyamán a kereskedő és kézműves osztályok által irányított népi frakció néhány településen fölénybe került. A nagyobb stabilitásra való törekvés valójában arra késztette a város burzsoáziáját, hogy a polgármester mellé – a gazdagabb réteg támogatásával – egy új figurát, a népkapitányt, a bírót, gyakran idegent, aki hat hónapig vagy egy évig maradt hivatalában, de aki végül is a főbb csoportok érdekeit képviselte.

### Nemesi kor

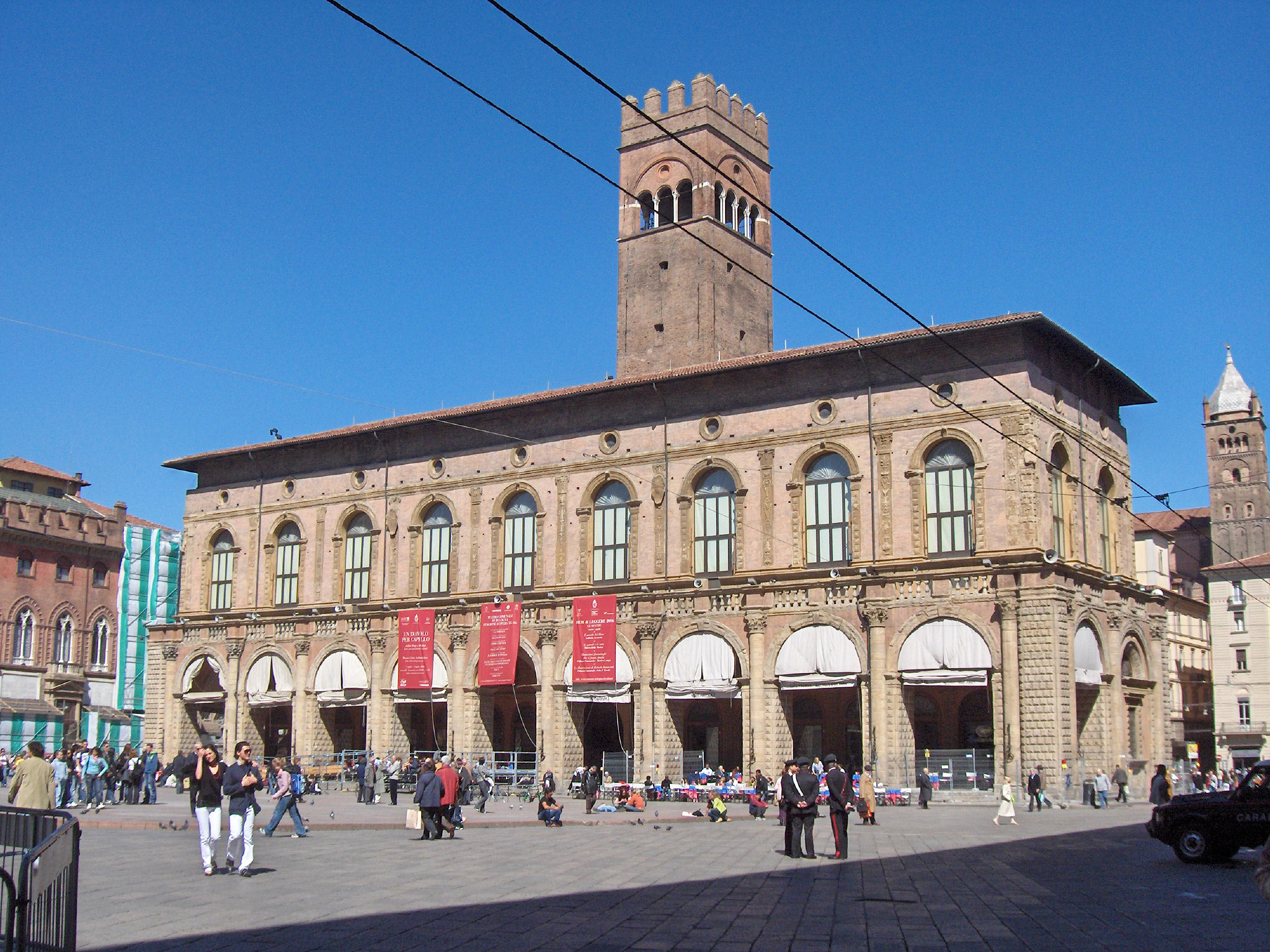
A Palazzo del Podestà a Piazza Maggiorén Bolognában

A signoria korszakában a podestà alakja elvesztette szigorúan politikai előjogainak nagy részét, egyszerűen az igazságszolgáltatásért és a közrend fenntartásáért felelős főbíró lett, aki munkájáért közvetlenül felelt a város urának vagy a régió fejedelmének. az államnak, amelyhez a város tartozott.
A podestà alakjának ez az evolúciója tovább hangsúlyozta hivatásos tiszti megjelenését, aki városról városra költözött, majd a családja is követte: ez a kifejezés a podestà „személyzetének” (a pap, a büntető és a polgári) tagjaira utal. úgymint bírák, a közrend fenntartásáért felelős személyek, szolgák stb.
A podestàt a város ura, vagy a herceg nevezte ki, és csak később kötötte a városi tanács pusztán formális jóváhagyásához; a megbízatás időtartama városonként változott, hat hónaptól két évig terjedt, és esetenként egy második mandátumra is meghosszabbítható volt.

## Használata a középkor után
A következő évszázadokban és egészen 1918-ig ezt a kifejezést a városi közigazgatás vezetőjének megjelölésére használták, különösen az Osztrák–Magyar Monarchia fennhatósága alá tartozó olasz nyelvű területeken; a címet a fasiszta rezsim idején elevenítették fel azonos jelentéssel. Svájcban a podestà kifejezés még mindig Graubünden kanton olasz nyelvű településeinek önkormányzati vezetőjét jelöli, ellentétben Ticino kanton településeivel, ahol polgármesternek (sindaco) hívják.

## Fordítás
- Ez a szócikk részben vagy egészben  a   Podestà (medioevo) című olasz Wikipédia-szócikk ezen változatának fordításán alapul.  Az eredeti cikk szerkesztőit annak laptörténete sorolja fel. Ez a jelzés csupán a megfogalmazás eredetét és a szerzői jogokat jelzi, nem szolgál a cikkben szereplő információk forrásmegjelöléseként.

## Bibliográfia
- Giuliano Milani: I comuni italiani, Laterza, Bari, 2005